# Золотарёва, Карина Станиславовна
Кари́на Станисла́вовна Золотарёва (род. 11 июля 2001 года, Глазов, Удмуртская Республика, Россия) — российская хоккеистка, вратарь. Игрок клубов ЖХЛ.

## Биография
Родилась 11 июля 2001 года в городе Глазове. Воспитанница спортивной школы города Кирово-Чепецка. С 2015 года играла в составе команды юношей хоккейного клуба местной «Олимпии».
С 2018 года играла в составе в нижегородского клуба СКИФ (Женская хоккейная лига), в его составе трижды становилась обладателем бронзовых медалей чемпионата России и завоевала «серебро» в сезоне 2021/2022. В сезоне 2021/2022 защищала ворота китайского клуба «Шэньчжэнь Кунлунь Ред Стар», выступавшего в ЖХЛ с домашней Ареной Мытищи. С 2023 года играет в челябинском клубе «Белые медведицы».

## Достижения
- Бронзовый призёр чемпионата России среди женщин: 2017/18
- Бронзовый призёр чемпионата России среди женщин: 2018/19
- Бронзовый призёр чемпионата России среди женщин: 2020/21
- Серебряный призёр чемпионата России среди женщин: 2021/22